# Roman Baszuk
Roman Baszuk (ur. 25 października 1945 w Dobraczynie) – generał dywizji pilot Wojska Polskiego.

## Życiorys
W styczniu 1964 roku rozpoczął służbę wojskową jako podchorąży Oficerskiej Szkoły Lotniczej nr 5 w Radomiu. Po rozformowaniu radomskiej uczelni w 1964 roku został przeniesiony do Oficerskiej Szkoły Lotniczej w Dęblinie. W listopadzie 1966 roku otrzymał szlify oficerskie i dyplom pilota myśliwskiego. Po szkole został skierowany do Babimostu, gdzie rozpoczął zawodową służbę jako pilot eskadry lotniczej w 45 pułku lotnictwa myśliwskiego. W roku 1967 Baszuka przeniesiono do Wrocławia, gdzie służył jako pilot w 11 pułku lotnictwa myśliwskiego. W tym samym roku awansowano go na pilota pierwszej klasy. Latał na samolotach Lim, w 1971 roku przeszedł szkolenie pilotażowe samolotów Mig-21.
W 1973 roku został starszym pilotem, w 1974 roku – kapitanem. W 1976 roku awansowano go na dowódcę klucza, a w 1976 roku skierowano na trzyletnie studia w Akademii Wojskowej Narodowej Armii Ludowej NRD. Służył w Mierzęcicach na stanowisku dowódcy eskadry 39 pułku lotnictwa myśliwskiego. W 1979 roku otrzymał awans na majora i w tymże roku (inne źródło podaje rok 1980) został przeniesiony do Wrocławia, gdzie objął stanowisko zastępcy dowódcy ds. liniowych 11 pułku lotnictwa myśliwskiego. Od 5 września 1982 roku do 19 maja 1987 roku dowodził 11 pułkiem lotnictwa myśliwskiego OPK im. Osadników Ziemi Dolnośląskiej we Wrocławiu. W 1983 roku awansował na podpułkownika. W maju 1987 roku został wyznaczony na szefa wydziału lotniczego – zastępcą szefa oddziału Dowództwa Korpusu Obrony Powietrznej Kraju. W 1989 roku uzyskał stopień pułkownika. Jednocześnie przeszedł szkolenie operacyjne w Wojskowej Akademii Obrony Powietrznej Kraju w ZSRR. W latach 1991–1992 był zastępca dowódcy Korpusu Obrony Powietrznej Kraju we Wrocławiu.
W 1993 roku odbył Podyplomowe studia operacyjno-strategiczne w Akademii Obrony Narodowej, po czym do 1999 roku obejmował stanowisko zastępcy dowódcy Korpusu Obrony Powietrznej Kraju we Wrocławiu. W 1995 roku awansował na generała brygady. W 1999 roku został przeniesiony do Warszawy i został mianowany szefem Logistyki do Dowództwa WLOP – zastępcą dowódcy WLOP. W roku 2002 objął stanowisko asystenta dowódcy Wojsk Lotniczych i Obrony Powietrznej Kraju i zaangażował się w prace komisji, dokonującej przetargu na samolot wielozadaniowy dla polskich sił powietrznych. 15 sierpnia 2002 roku został awansowany na stopień generała dywizji.
W 2003 roku odszedł na emeryturę, pożegnany przez ministra obrony narodowej Jerzego Szmajdzińskiego. Podczas służby zawodowej był pilotem wojskowym pierwszej klasy, osiągając nalot ponad 2300 godzin.

## Ordery i odznaczenia
- Krzyż Oficerski Orderu Odrodzenia Polski – 2000
- Krzyż Kawalerski Orderu Odrodzenia Polski – 1991
- Złoty Krzyż Zasługi – 1981
- „Zasłużony Pilot Wojskowy”[5]